# Cnestidium rufescens
Cnestidium rufescens är en tvåhjärtbladig växtart som beskrevs av Jules Émile Planchon. Cnestidium rufescens ingår i släktet Cnestidium och familjen Connaraceae. Inga underarter finns listade i Catalogue of Life.